# Tatumbla
Tatumbla – górska gmina w środkowym Hondurasie, w departamencie Francisco Morazán. W 2010 roku zamieszkana była przez ok. 5,7 tys. mieszkańców.

## Położenie
Gmina położona jest we wschodniej części departamentu. Graniczy z 3 gminami:
- Dystryktem Centralnym od zachodu i południowego zachodu,
- San Antonio de Oriente od wschodu i północnego wschodu,
- Maraita od południa i południowego wschodu.

## Demografia
Według danych honduraskiego Narodowego Instytutu Statystycznego na rok 2011 struktura wiekowa i płciowa ludności w gminie przedstawiała następująco:
| Wiek      | 0–3 | 4–6 | 7–12 | 13–17 | 18–24 | 25–64 | 65+ | razem |
| Tatumbla  | 554 | 445 | 793  | 603   | 736   | 2292  | 285 | 5708  |
| Mężczyźni | 290 | 238 | 386  | 292   | 382   | 1158  | 152 | 2879  |
| Kobiety   | 264 | 207 | 407  | 311   | 354   | 1134  | 152 | 2829  |